# Håkon VI
Håkon VI (noruec: Hákon Magnússon)  (Suècia, agost 1340 - Oslo, 11 de setembre de 1380) fou rei de Noruega del 1343 fins a la seva mort i rei de Suècia entre 1362 i 1364. A voltes és conegut com a Håkon Magnusson el Jove per tal de distingir-lo del seu avi, Håkon V (que regnà entre 1299 i 1319).
Håkon fou el fill més jove de Magnus Eriksson, rei de Noruega i Suècia. El seu germà gran Eric succeí al seu pare al tron de Suècia, mentre que Håkon ho feu com a rei de Noruega en vida del seu pare. Magnus Molt afavorí Håkon per sobre d'Eric, dirigint a l'últim rebel·lió i seizure de Suècia Del sud. Eric va morir el 1359, i Håkon esdevenia governant de Suècia conjuntament amb el seu pare tres anys més tard. El dos va regnar sobre Suècia junta fins que 1364, quan van ser deposats a favor del nebot de Magnus, Albert de Mecklenburg, per un clique d'exiliat suec noblemen va dirigir per Bo Jonsson Grip. Magnus I Håkon va intentar recuperar el tron suec, però sense èxit.
El 1363 Håkon es casà amb Margarida, filla del rei de Dinamarca de Valdemar IV El matrimoni en si element significatiu en la lluita de poder nòrdica, va resultar en el naixement d'un fill, Olaf. Els continus conflictes de Håkon amb el seu padrastre només acabaren la mort d'aquest el 1375. Håkon aprofità l'oportunitat que el seu fill fos elegir successor de Valdemar, derrotant les reclamacions dels seus parents de Mecklenburg.
A la seva mort el 1380 Håkon fou succeït per Olaf, amb Margarida com a regent. Olaf va morir sense fills set anys més tard, i la vídua de Håkon la vídua procedí afirmant l'autoritat sobre els tres regnes escandinaus com a la primera monarca dona.

## Família
|                    |                    |                    |                    |                    |                    |  |  |                |                |                |                |                      |                      |                      |                      | Ingeborg                 | Ingeborg                 | Ingeborg                 | Ingeborg                 | Ingeborg                 | Ingeborg                 |             |             | Eric de Suècia | Eric de Suècia | Eric de Suècia | Eric de Suècia | Eric de Suècia           | Eric de Suècia           |                          |                          |                          |                          |                          |                          |                          |                          |  |  |                          |                          |                          |                          |                          |                          |  |  |
|                    |                    |                    |                    |                    |                    |  |  |                |                |                |                |                      |                      |                      |                      | Ingeborg                 | Ingeborg                 | Ingeborg                 | Ingeborg                 | Ingeborg                 | Ingeborg                 |             |             | Eric de Suècia | Eric de Suècia | Eric de Suècia | Eric de Suècia | Eric de Suècia           | Eric de Suècia           |                          |                          |                          |                          |                          |                          |                          |                          |  |  |                          |                          |                          |                          |                          |                          |  |  |
|                    |                    |                    |                    |                    |                    |  |  |                |                |                |                |                      |                      |                      |                      |                          |                          |                          |                          |                          |                          |             |             |                |                |                |                |                          |                          |                          |                          |                          |                          |                          |                          |                          |                          |  |  |                          |                          |                          |                          |                          |                          |  |  |
|                    |                    |                    |                    |                    |                    |  |  |                |                |                |                |                      |                      |                      |                      |                          |                          |                          |                          |                          |                          |             |             |                |                |                |                |                          |                          |                          |                          |                          |                          |                          |                          |                          |                          |  |  |                          |                          |                          |                          |                          |                          |  |  |
| Blanca de Namur    | Blanca de Namur    | Blanca de Namur    | Blanca de Namur    | Blanca de Namur    | Blanca de Namur    |  |  | Magnus Ladulås | Magnus Ladulås | Magnus Ladulås | Magnus Ladulås | Magnus Ladulås       | Magnus Ladulås       |                      |                      |                          |                          |                          |                          | Valdemar IV              | Valdemar IV              | Valdemar IV | Valdemar IV | Valdemar IV    | Valdemar IV    |                |                |                          |                          |                          |                          | Eufèmia de Suècia        | Eufèmia de Suècia        | Eufèmia de Suècia        | Eufèmia de Suècia        | Eufèmia de Suècia        | Eufèmia de Suècia        |  |  | Albert II de Mecklenburg | Albert II de Mecklenburg | Albert II de Mecklenburg | Albert II de Mecklenburg | Albert II de Mecklenburg | Albert II de Mecklenburg |  |  |
| Blanca de Namur    | Blanca de Namur    | Blanca de Namur    | Blanca de Namur    | Blanca de Namur    | Blanca de Namur    |  |  | Magnus Ladulås | Magnus Ladulås | Magnus Ladulås | Magnus Ladulås | Magnus Ladulås       | Magnus Ladulås       |                      |                      |                          |                          |                          |                          | Valdemar IV              | Valdemar IV              | Valdemar IV | Valdemar IV | Valdemar IV    | Valdemar IV    |                |                |                          |                          |                          |                          | Eufèmia de Suècia        | Eufèmia de Suècia        | Eufèmia de Suècia        | Eufèmia de Suècia        | Eufèmia de Suècia        | Eufèmia de Suècia        |  |  | Albert II de Mecklenburg | Albert II de Mecklenburg | Albert II de Mecklenburg | Albert II de Mecklenburg | Albert II de Mecklenburg | Albert II de Mecklenburg |  |  |
|                    |                    |                    |                    |                    |                    |  |  |                |                |                |                |                      |                      |                      |                      |                          |                          |                          |                          |                          |                          |             |             |                |                |                |                |                          |                          |                          |                          |                          |                          |                          |                          |                          |                          |  |  |                          |                          |                          |                          |                          |                          |  |  |
|                    |                    |                    |                    |                    |                    |  |  |                |                |                |                |                      |                      |                      |                      |                          |                          |                          |                          |                          |                          |             |             |                |                |                |                |                          |                          |                          |                          |                          |                          |                          |                          |                          |                          |  |  |                          |                          |                          |                          |                          |                          |  |  |
| Eric XII de Suècia | Eric XII de Suècia | Eric XII de Suècia | Eric XII de Suècia | Eric XII de Suècia | Eric XII de Suècia |  |  | Håkon VI       | Håkon VI       | Håkon VI       | Håkon VI       | Håkon VI             | Håkon VI             |                      |                      | Margarida I de Dinamarca | Margarida I de Dinamarca | Margarida I de Dinamarca | Margarida I de Dinamarca | Margarida I de Dinamarca | Margarida I de Dinamarca |             |             | Ingeborg       | Ingeborg       | Ingeborg       | Ingeborg       | Ingeborg                 | Ingeborg                 |                          |                          | Enric III de Mecklenburg | Enric III de Mecklenburg | Enric III de Mecklenburg | Enric III de Mecklenburg | Enric III de Mecklenburg | Enric III de Mecklenburg |  |  | Albert de Suècia         | Albert de Suècia         | Albert de Suècia         | Albert de Suècia         | Albert de Suècia         | Albert de Suècia         |  |  |
| Eric XII de Suècia | Eric XII de Suècia | Eric XII de Suècia | Eric XII de Suècia | Eric XII de Suècia | Eric XII de Suècia |  |  | Håkon VI       | Håkon VI       | Håkon VI       | Håkon VI       | Håkon VI             | Håkon VI             |                      |                      | Margarida I de Dinamarca | Margarida I de Dinamarca | Margarida I de Dinamarca | Margarida I de Dinamarca | Margarida I de Dinamarca | Margarida I de Dinamarca |             |             | Ingeborg       | Ingeborg       | Ingeborg       | Ingeborg       | Ingeborg                 | Ingeborg                 |                          |                          | Enric III de Mecklenburg | Enric III de Mecklenburg | Enric III de Mecklenburg | Enric III de Mecklenburg | Enric III de Mecklenburg | Enric III de Mecklenburg |  |  | Albert de Suècia         | Albert de Suècia         | Albert de Suècia         | Albert de Suècia         | Albert de Suècia         | Albert de Suècia         |  |  |
|                    |                    |                    |                    |                    |                    |  |  |                |                |                |                |                      |                      |                      |                      |                          |                          |                          |                          |                          |                          |             |             |                |                |                |                |                          |                          |                          |                          |                          |                          |                          |                          |                          |                          |  |  |                          |                          |                          |                          |                          |                          |  |  |
|                    |                    |                    |                    |                    |                    |  |  |                |                |                |                | Olaf II de Dinamarca | Olaf II de Dinamarca | Olaf II de Dinamarca | Olaf II de Dinamarca | Olaf II de Dinamarca     | Olaf II de Dinamarca     |                          |                          |                          |                          |             |             |                |                |                |                | Albert IV de Mecklenburg | Albert IV de Mecklenburg | Albert IV de Mecklenburg | Albert IV de Mecklenburg | Albert IV de Mecklenburg | Albert IV de Mecklenburg |                          |                          |                          |                          |  |  |                          |                          |                          |                          |                          |                          |  |  |

## Joventut

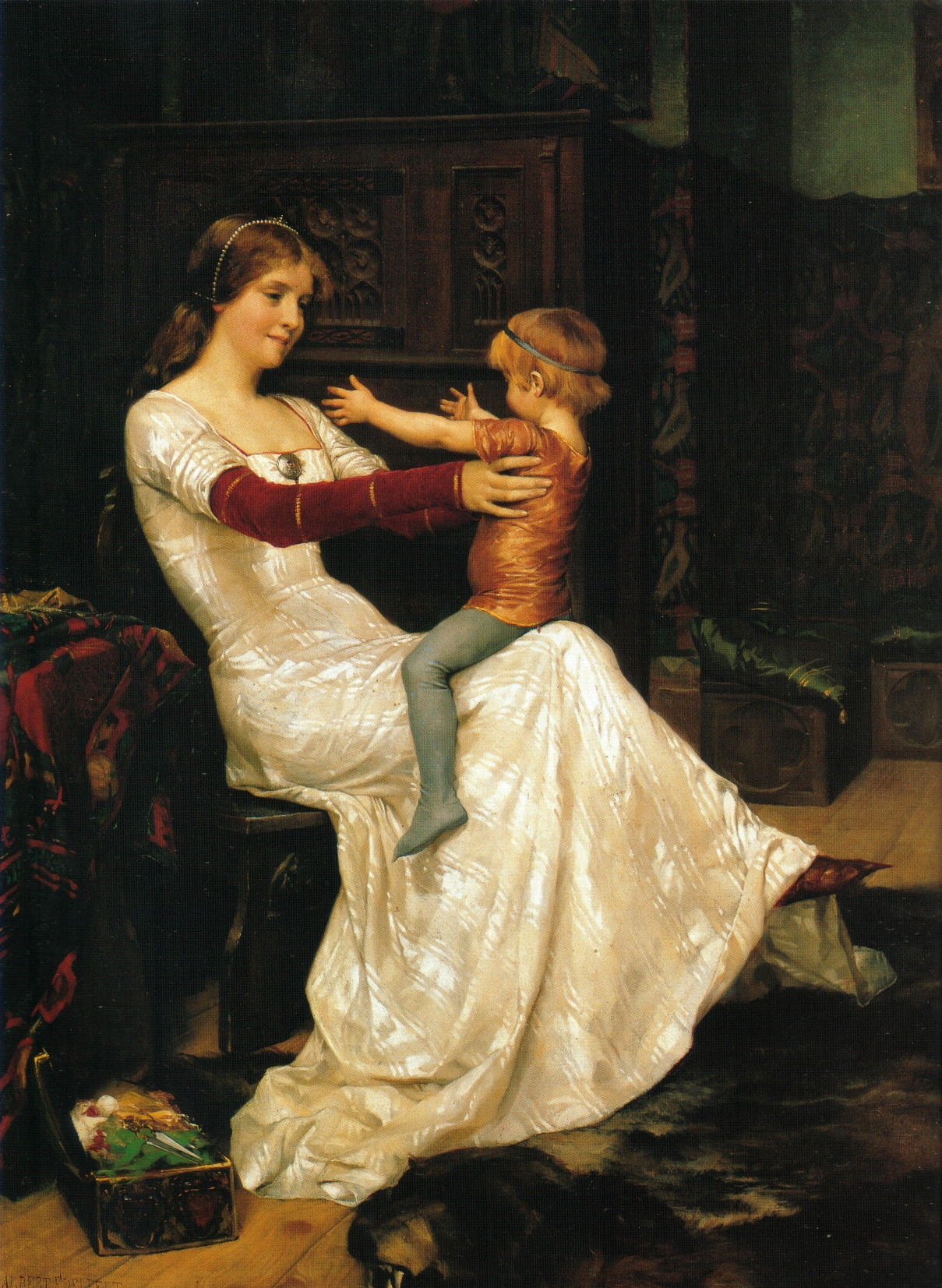
Pintura romàntica d'Albert Edelfelt representant a Håkon als genolls de la seva mare, cantant la cançó dels nens "Rida rida ranka, hästen heter Blanka... (muntant un cavall va anomenar Blanka...)"

Håkon nasqué el 1340 (possiblement a mitjans d'agost), més probablement a Suècia, tot i que la data exacta i el lloc del seu naixement és desconegut.Fou el fill petit de Magnus Eriksson, rei de Suècia i Noruega, i Blanca de Namur. El seu germà gran, Eric, rivalitzà amb el seu pare com a rei de Suècia entre 1356 i 1359. Håkon i la seva família paterna pertanyien a la casa sueca de Bjelbo, que havia succeït la Casa d'Eric a Suècia i la Casa de Sverre a Noruega. Håkon era besnet de Haakon V de Noruega a través de la seva única filla legítima, Ingeborg, i va ser considerat un hereu acceptable al tron per la noblesa noruega. Un altre avantpassat notable de Håkon, via el seu avi patern Eric Magnusson, Duc de Södermanland, fou el rei de Suècia Magnus Ladulås.

## Accés al tron noruec
Håkon s'alçà a Noruega per a preparar el príncep jove a més tard governar el regne per dret propi. A principis de la tardor de 1343 la majoria de membres prominents del Riksråd assistiren a una reunió amb Magnus al castell de Varberg. El 15 d'agost del 1343 s'enviaren cartes arreu de Noruega i Suècia declarant que el Rei i el Consell havien decidit col·locar Håkon al tron de Noruega.
A penes un any més tard, representants de les ciutats i el públic general reunit al castell de Bohus, on aclamaren Håkon com el seu rei i li reteren jurament de fidelitat perpètua i servitud. Encara que la reunió al castell de Bohus va forjar llaços històrics amb l'antiga monarquia electiva noruega, els documents d'aclamació fets pel Consell del Reialme estipulaven que Håkon només governaria només sobre parts de Noruega, i també fou curosament documentat que s'aplicaria la llei de successió noruega si morís sense descendència legítima, assegurant així que la monarquia hereditària seria confirmada. El següent a la línia al tron noruec llavors seria el seu germà gran Eric i els seus descendents, però la provisió esdevenia discutida quan Eric va morir el 1359. Les reunions al castell de Varberg el 1343 i al castell Bohus el 1344 era més tard ratificada en una altra reunió a la ciutat portuària de Bergen a tot tardar el 1350.
Magnus abdicà el tron noruec entre el 8 i el 18 d'agost del 1355. Håkon llavors regí com a únic rei al regne, encara que el seu pare continuà controlant Noruega als anys següents, tot i que no nominalment. El primer esdeveniment documentat en el que Håkon actuà com a rei i governant únic sobre el seu regne fou el 22 de gener de 1358, quan va enviar una carta d'aprovació dels privilegis a la ciutat capital d'Oslo. Noruega el 1355 fou de fet repartida entre Håkon i Magnus: Magnus havia reclamat els territoris de Hålogaland i les illes noruegues al Mar del Nord a la reunió de ratificació duta a terme a Bergen el 1350. Magnus a banda retingué els territoris de Tønsberg i Skien, i també fou el governant real sobre els territoris de Borgar i la majoria de Bohuslän que van ser mantinguts com a feus personals per part de la reina Blanca. Degut a això el reialme de Magnus se centrava al sud-est, confrontat a l'important província sueca d'Escània.

## Accés a Suècia

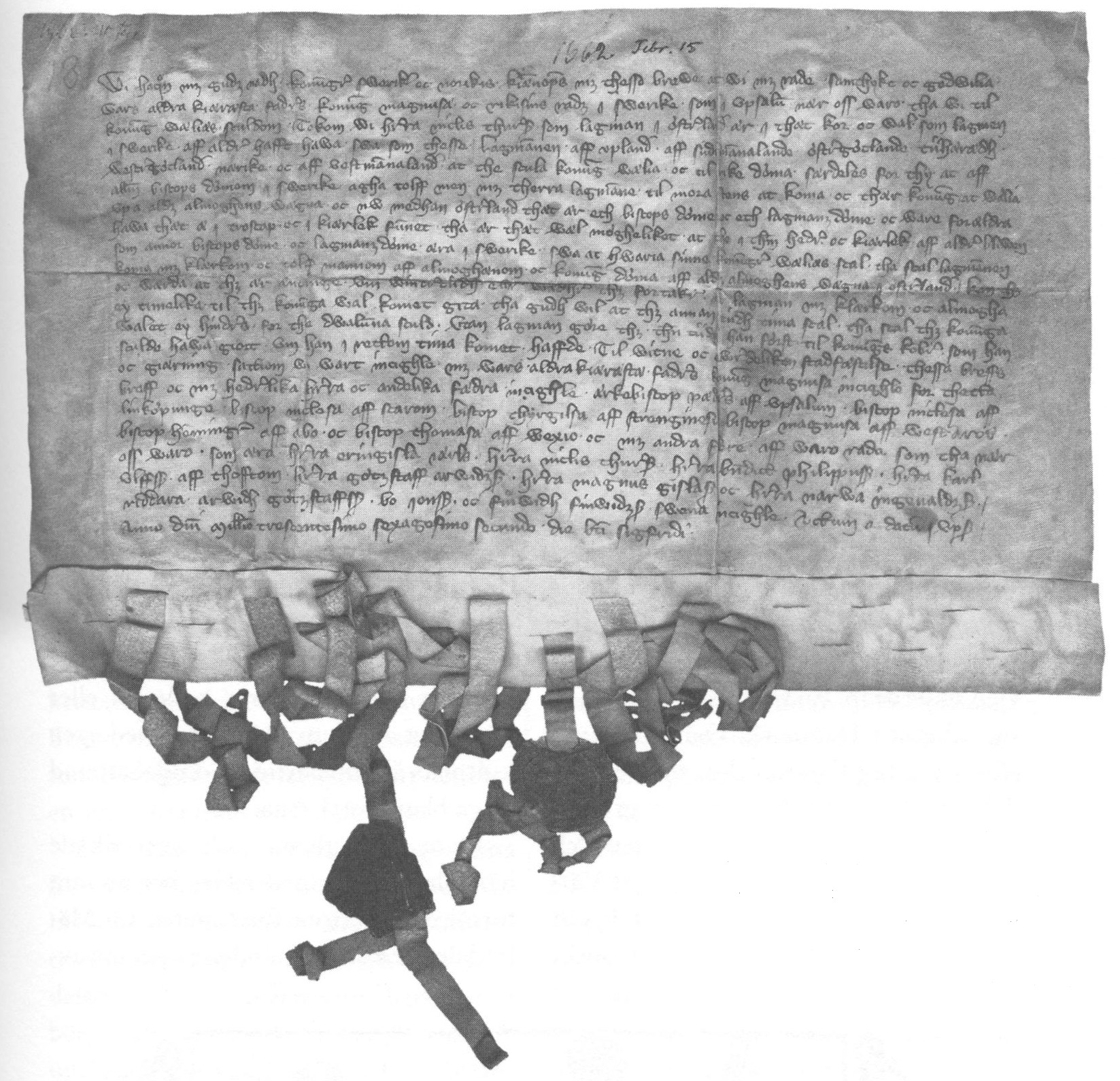
Notificació de l'elecció de Håkon a Finlàndia el 1362 de la seva elecció com a Rei de Suècia

Com a rei Håkon entrà en conflicte intern a Suècia amb el seu pare que cresqué gradualment fins a la guerra oberta. Eric estava descontent amb el regnat del seu pare, probablement perquè no se li havia garantit un lloc al Consell del Reialme Suec, degut al favoritisme que Magnus havia mostrat envers el seu fill petit. Amb Eric com a figura ascendent una bona part de la noblesa més poderosa de Suècia es rebel·là contra el regnat de Magnus. Tanmateix la rebel·lió fou curta i Magnus i Eric feren les paus al cap d'un any de l'inici d'aquesta. Eric XII va ser elevat a Rei de Suècia i governà conjuntament amb el seu pare en l'acord de pau subsegüent. Eric rebé també el domini sobre la Suècia meridional. Tot plegat prengué un gir dramàtic quan de sobte Eric morí de pesta el 1359. D'acord amb al tractat de pau entre el pare i el seu fill gran el 1357, la noblesa sueca aviat va deposar Magnus i elegí Håkon com a Rei de Suècia a Uppsala el 15 de febrer del 1362. Des del 1357 Håkon s'intitulà "Senyor de Suècia", però abandonà aquest títol a la seva elecció i s'intitulà "Rei de Noruega i Suècia".

## Matrimoni
El 1359 la filla petita del rei de Dinamarca Valdemar IV, Margarida, fou promesa a Håkon en un contracte matrimonial com a part d'un tractat d'aliança més gran entre Magnus i Valdemar. S'assumeix que Valdemar ajudà a Magnus en l'apaivagament de la rebel·lió iniciada pel seu fill gran Eric, per tal d'envair la província d'Escània, que havia estat empenyorada a Magnus per Cristòfor II de Dinamarca abans de la seva mort el 1332 i que restà sota domini suec des de llavors. A canvi Valdemar rebria el castell de Helsingborg com a indemnització per aquell ajut, però amb la mort inesperada de pesta d'Eric el juny del 1359, Magnus intentà incomplir la seva promesa de retornar el castell a la corona danesa. Valdemar era un governant massa ambiciós per a abandonar el seu pla de reunir de nou el regne danès, així envaí Escània el 1360 amb el seu exèrcit mercenari. Les forces daneses ocuparen de pressa la província i iniciaren el setge del castell de Helsingborg, forçant la rendició de la guarnició sueca i capturant el castell. Quan el castell va ser capturat Valdermar pràcticament controlava tota l'Escània, i quan Magnus es veié incapaç de recuperar la província per la força, simplement passà a domini danès. Els dos regnes s'enfrontaren durant un temps deixant en pausa el contracte matrimonial durant uns quants anys fins als dos partits finalment es reconciliaren el 1363; Håkon i Margarida es casaren aquell any a la Catedral de Copenhaguen. El matrimoni de Margarida era considerat, en termes generals, part de la lluita de poder nòrdica.

## Rebel·lió a Suècia

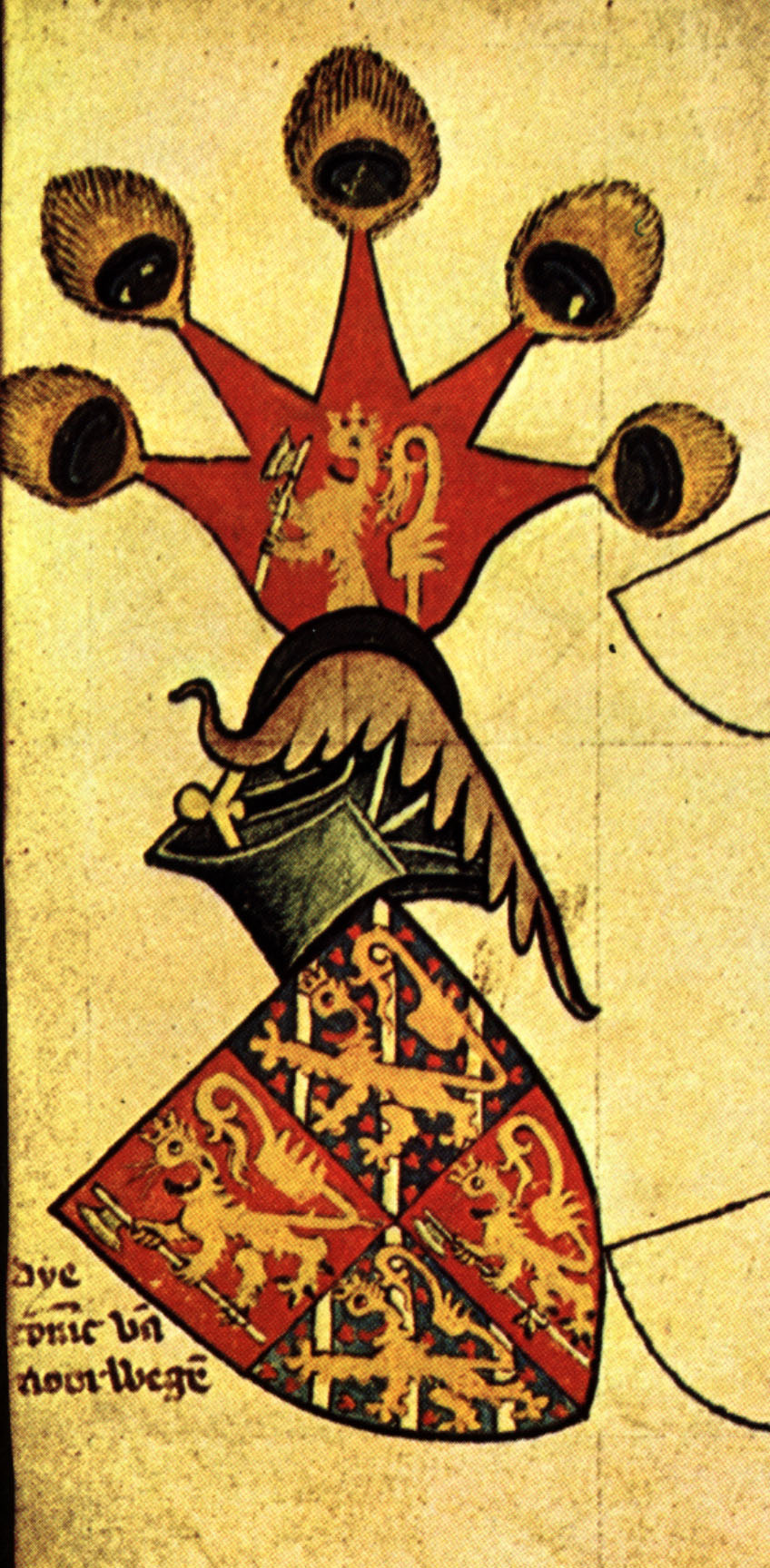
Armes d'unió de Håkon mentre Rei de Noruega i Suècia

El 1363 antics membres del Consell suec del Reialme, liderats per Bo Jonsson Grip, arribaren a la cort del Ducat de Mecklenburg-Schwerin. Aviat la noblesa sueca persuadiren al duc de Mecklenburg Albert II, qui hi havia obtingut influència en els afers de Suècia casant-se amb Eufèmia, germana de Magnus, per tal d'intervenir contra Magnus i Håkon a Suècia i deposar ambdós a favor d'Albert, fill d'Eufèmia. El 1364 el Duc Albert rebé el suport militar de poderosos nobles alemanys dels nord procedint ràpidament a envair i conquerir Suècia i instal·lant-hi el seu fill com a nou rei. El novembre del 1365 el jove Albert era formalment aclamat com a nou rei de Suècia, encara que ja havia estat coronat el 18 de febrer de 1364. Magnus buscà refugi amb el seu fill a Noruega on immediatament iniciaren plans per a reconquerir Suècia. Després d'una invasió s'establí una treva provisional entre els dos partits enfrontats i tot i que Håkon i Magnus havien perdut el control sobre bona part de Suècia, mantingueren el control sobre les províncies importants de Västergötland, Dalsland i Värmland.
A principis del 1365 Håkon i Magnus reuniren un gran exèrcit a Västergötland, format principalment per noruecs, però també un gran nombre de suecs d'aquesta província, i marxaren cap a la ciutat d'Estocolm controlada pels alemanys. El 27 de febrer Håkon va emetre una proclama contra Albert de Mecklenburg i els seus seguidors, animant al poble petit a rebel·lar-se contra l'usurpador alemany. L'exèrcit noruec va entrar a Uppland a través de Västerås i s'enfrontà contra l'exèrcit combinat suec i alemany en la desastrosa batalla de Gata on Håkon i Magnus patiren una derrota devastadora i Magnus va ser capturat pels alemanys i empresonat per aquests durant sis anys.
L'objectiu de la política exterior de Håkon era ara arrabassar Suècia als alemanys i alliberar al seu pare del captiveri. Encarar posseir la Suècia occidental i trobà que podia confiar en el suport de diversos nobles descontents amb els alemanys. La guerra entre Noruega i Suècia va continuar i Håkon aviat necessità aliats. S'alià amb el rei Valdemar, el pare de la seva muller, qui temps més tard giraria la política exterior noruega a l'est, més que a l'oest tradicional. Després d'una guerra turbulenta contra les ciutats alemanyes del nord i la Lliga Hanseàtica, Håkon fou altre cop lliure de centrar la seva atenció sobre Suècia, i va llançar una campanya reeixida contra els alemanys a Suècia. La campanya militar acabà amb el Setge d'Estocolm el 1371, on semblava que Håkon podria derrotar els alemanys i venjar-se de la seva derrota a la Batalla de Gata; però Albert i els seus seguidors alemanys aconseguiren resistir el setge i Håkon es veié forçat a signar un tractat de pau el 14 d'agost del 1371; i Håkon va haver d'acontentar-se amb l'alliberament del seu pare pagant un gran rescat. Un cop alliberat Magnus reprengué el govern dels seus antic dominis a Noruega i Suècia fins a la seva mort el 1374 només tres anys més tard.

## Política exterior a l'est

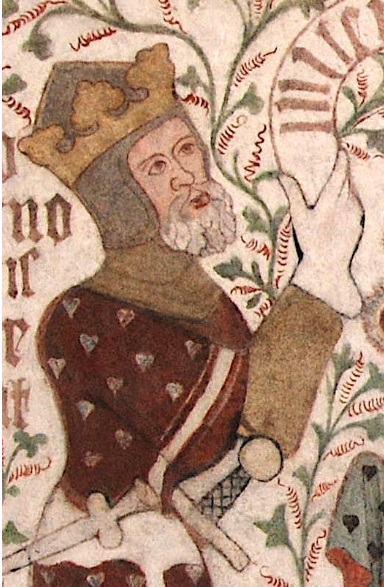
Valdemar IV de Dinamarca, cunyat i rival de Håkon

El 1361 Valdemar havia envaït i conquerit la província sueca d'Escània, així com les dues illes d'Öland i Gotland, i va capturar de pas l'important ciutat hanseàtica de Visby. El 1361 la flota de la lliga hanseàtica contraatacà a la flota danesa, culminant en la batalla de Helsingborg en la que la flota danesa va infligir una derrota devastadora a la flota de la Lliga. A més, la Lliga va ser forçada a acceptar una treva humiliant, que desembocà al poc favorable Tractat de Vordingborg, escapçant severament el poder i la influència de la Lliga. A Noruega Håkon havia centrat l'atenció dels afers polítics i estrangers cap a l'est, i la reconquesta del seu regne suec era en particular la seva motivació més forta per a aliar-se amb el recuperant regne danès. L'aliança entre els noruecs i el danesos intentà canviar el poder polític i militar a les àrees nòrdiques i bàltiques, i el 1365 una sèrie de protestes alemanyes a la ciutat de Bergen finalment forçà una reunió de la lliga hanseàtica a la ciutat de Bryggen finalitzada el 1366, que temporalment damnà el comerç al regne. Valdemar fou incapaç de reforçar la pau fràgil amb les ciutats hanseàtiques, i el 1367 la Lliga va fundar la Confederació de Colònia contra Dinamarca i Noruega per tal de contrarestar les ambicions expansives del dos reis aliats. La Confederació va renovar la seva aliança amb la Suècia controlada pels alemanys i va reunir una gran flota de vaixells de guerra, assolant la costa noruega aplanant el camí cap a Agder. La Confederació també conduí una campanya reeixida contra Valdemar a Dinamarca, el qual va resultar desastrós per als plans de Valdemarde reunir de nou el regne danès. La Confederació assaltà i saquejà la costa danesa, envaint la província danesa d'Escània, i fins i tot capturat i saquejà la ciutat de Copenhaguen després d'assetjar-la. Combinat amb la rebel·lió dels nobles a Jutlàndia, va forçar la fugida de Valdemar del seu regne durant la Pasqua del 1368. Adonant-se de la inutilitat d'una prolongada i costosa guerra costosa, així com el vacil·lant suport de Håkon en aquest conflicte, Valdemar elegí al seu amic i conseller, Rigsdrost Henning Podebusk, per a negociar la pau amb la Confederació en absència seva. La Confederació acordà una treva, però només la promesa que Valdemar reconegués l'exempció d'impostos al comerç al llarg de tot el Bàltic i va renovar els drets de pesca al Øresund. A més, la Confederació va forçar la concessió de Valdemar a la Lliga Hanseàtica d'una considerable influència sobre l'elecció del futur rei danès, incloent el dret de veto dels candidats al tron. A la fi, la Confederació posà diverses ciutats a la costa d'Escània i el castell de Helsingborg sota el control de la Lliga Hanseàtica durant un període fix de quinze anys.

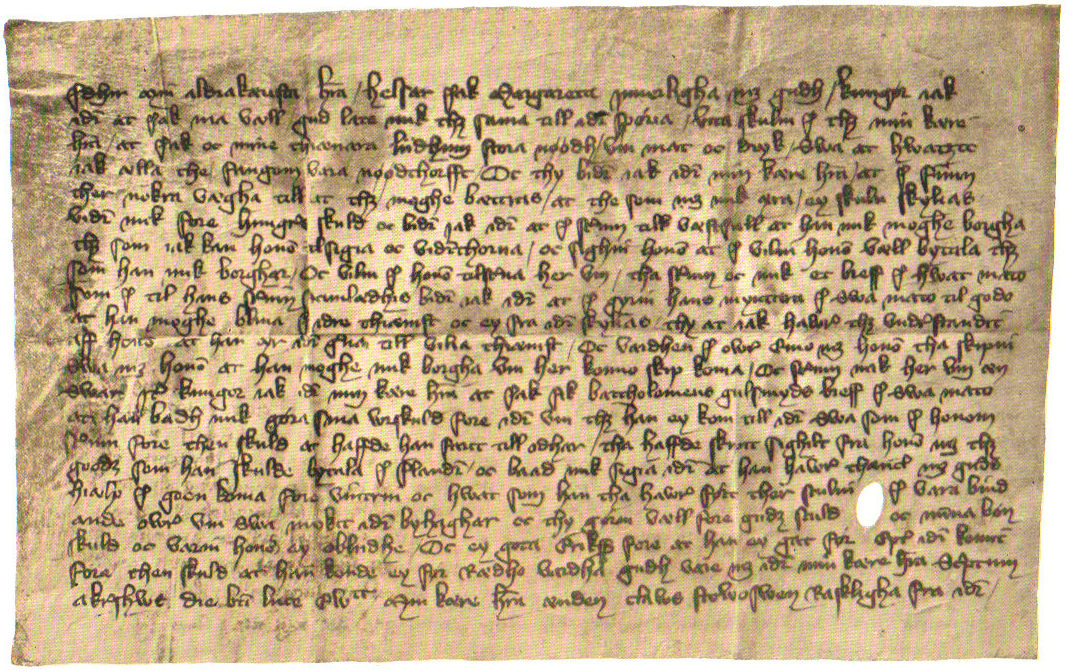
Pàgina de la carta de Margarida a Håkon, ca. 1370

El 24 de maig de 1370 representants de les ciutats hanseàtiques, Dinamarca i Noruega van signar el Tractat de Stralsund al castell de Bohus i formalment acabant la guerra entre ells, el tractat va incloure una extensió de la treva ja establerta per un addicional cinc anys. Amb aquest tractat, la lliga hanseàtica va assolir el seu pinacle de poder regional amb un monopoli virtual del lucratiu comerç. La derrota a mans de les ciutats hanseàtiques altre cop humilià les polítiques estrangeres de Håkon a l'est. No només debilità el poder del monarca gradualment la creixent pressió i influència de les ciutats hanseàtiques, però el comerç noruec també patí a conseqüència del monopoli hanseàtic. Håkon perdé l'interès en els afers danesos després dels fracassos militars contra les ciutats hanseàtiques, i altre cop centraria als següents anys els objectius de la política exterior per tal de recuperar Suècia als alemanys, amb èxit escàs. Tanmateix, Håkon obtindria un interès renovat en els afers danesos quan sorgí l'oportunitat que el seu fill fos elegit rei de Dinamarca a la mort de Valdemar el 1375.

## Successió danesa
El 24 d'octubre de 1375 Valdemar emmalaltí i morí al castell de Gurre a Selàndia. El nou monarca hauria de ser elegit pel Consell danès del Reialme i qualsevol candidat havia de ser aprovat per la Lliga hanseàtica. Com que Valdemar no va deixar cap successor immediat al tron, sorgiren dos candidats a l'elecció: Håkon i Margarida suggeriren al seu fill únic, Olaf, com a candidat al tron. El seu cunyat Enric de Mecklenburg (vidu de la germana gran de Margarida, Ingeborg i un altre fill d'Eufèmia tia de Håkon) va suggerir el seu fill (el seu nebot) Albert com a candidat rival. Håkon, ja havent perdut una porció substancial del seu reialme suec als alemanys, abocaria grans esforços per tal d'assegurar l'accés del seu fill al tron danès. Per acomplir això Håkon va manllevar sumes grans sumes de diners i els va oferir a la Lliga hanseàtica a canvi per la neutralitat de la Lliga en l'elecció, els quals acceptaren. A més d'això, el Consell danès del Reialme estava més inclinat a una unió potencial i aliança amb Noruega, en gran part a causa dels sentiments anti-alemanys dins del Consell, i la important reticència a col·locar un segon governant alemany a Escandinàvia. El 3 de maig de 1376 Olaf va ser elegit rei a Slagelse, succeint al seu avi. L'elecció provà ser una victòria important de Håkon i les seves ambicions estrangeres, retallant la influència alemanya i alhora expandint el seu poder sobre la majoria d'Escandinàvia.

## Polítiques domèstiques

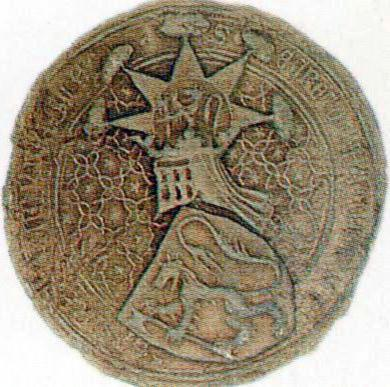
Segell del rei Håkon VI de Noruega

El 1349 la Pesta negra arribà a Bergen a bord un vaixell mercant anglès amb efectes devastadors, matant entre un 50-60% de la població, deixant el regne en un període de decadència social i econòmica. El context financer del regne (originalment dèbil) virtualment col·lapsat per la devastació de la pesta arreu del regne, i les agressives polítiques exteriors de Håkon serien un llast a la decadent economia del regne. El 1371 Håkon aconseguí l'alliberament del seu pare empresonat pels alemanys pagant un enorme rescat de 12.000 marcs de plata, el qual sol era més dels ingressos d'impost normal del regne només abans de l'esclat de la pesta. Håkon creà un impost especial als seus súbdits per a pagar pel rescat. El 1379 Håkon va resoldre la disputa de successió sobre el Earldom de Orkney, una dignitat noruega localitzada al Regne d'Escòcia. El 2 d'agost del mateix any, a Marstrand prop de Tønsberg, Håkon investí i confirmà el títol d'Earl d'Orkney a Henry Sinclair, Baró de Roslin (un net de Maol Íosa V, Comte de Strathearn) sobre la reclamació del rival i cosí de Sinclair, Malise Sparre,. A canvi Sinclair prometé pagar una suma de 1.000 nobles abans de l'11 de novembre el mateix any, i servir al rei noruec quan fos reclamat a Orkney o a qualsevol altre lloc amb 100 homes equipats i armats fins a tres mesos. Com a garantia del manteniment de l'acord, Sinclair va haver de deixar ostatges quan ell tornà al seu earldom. Es desconeix si Håkon mai reclamà les forces promeses per Sinclair, o si la suma acordada fou mai pagada. Poc abans de la seva mort el 1380, Håkon permeté als ostatges tornar a casa.
A més, segons es diu, al llarg del regnat de Håkon hi hagué una relació fluida amb l'església. També, durant el seu regnat, especialment després de la pèrdua de Suècia enfront als alemanys, un destacat nombre de nobles suecs prometeren el seu suport a Håkon i s'establiren en terres noruegues. La raó generalment acceptada era el seu desgrat cap a l'usurpador alemany i el seu favoritisme cap al seu propi parent. Curiosament, diversos nobles alemanys de Mecklenburg estigueren al servei de Håkon durant el seu regnat.

## Polítiques militars
Durant tot el regnat de Håkon l'exèrcit noruec fou reformat àmpliament. L'estructura militar va ser alterada a partir tradicional reclutament de camperols del leidang sota el control directe de senyors noruecs lleials. El seu predecessor noruec havia seguit una política interna establint un servei civil funcional al seu reialme, també estès a l'exèrcit. Aquest sistema no fou seguit per Håkon que va elegir transferir més poder i responsabilitats militars als senyors lleials. En conseqüència, Håkon seria capaç de reclutar exèrcits molt més grans, al preu d'augmentar la despesa de mantenir aquest sistema. Degut a la guerra contra Suècia i les polítiques noruegues agressives a l'est, Håkon va haver de manllevar diners a una escala sense precedents per tal de mantenir els seus exèrcits, i confiar cada cop més en la noblesa noruega i els rics mercaders alemanys. L'augment substancial en el deute extern finalment canvià el poder polític a Noruega, i gradualment debilità el poder del monarca.

## Darrers anys i mort

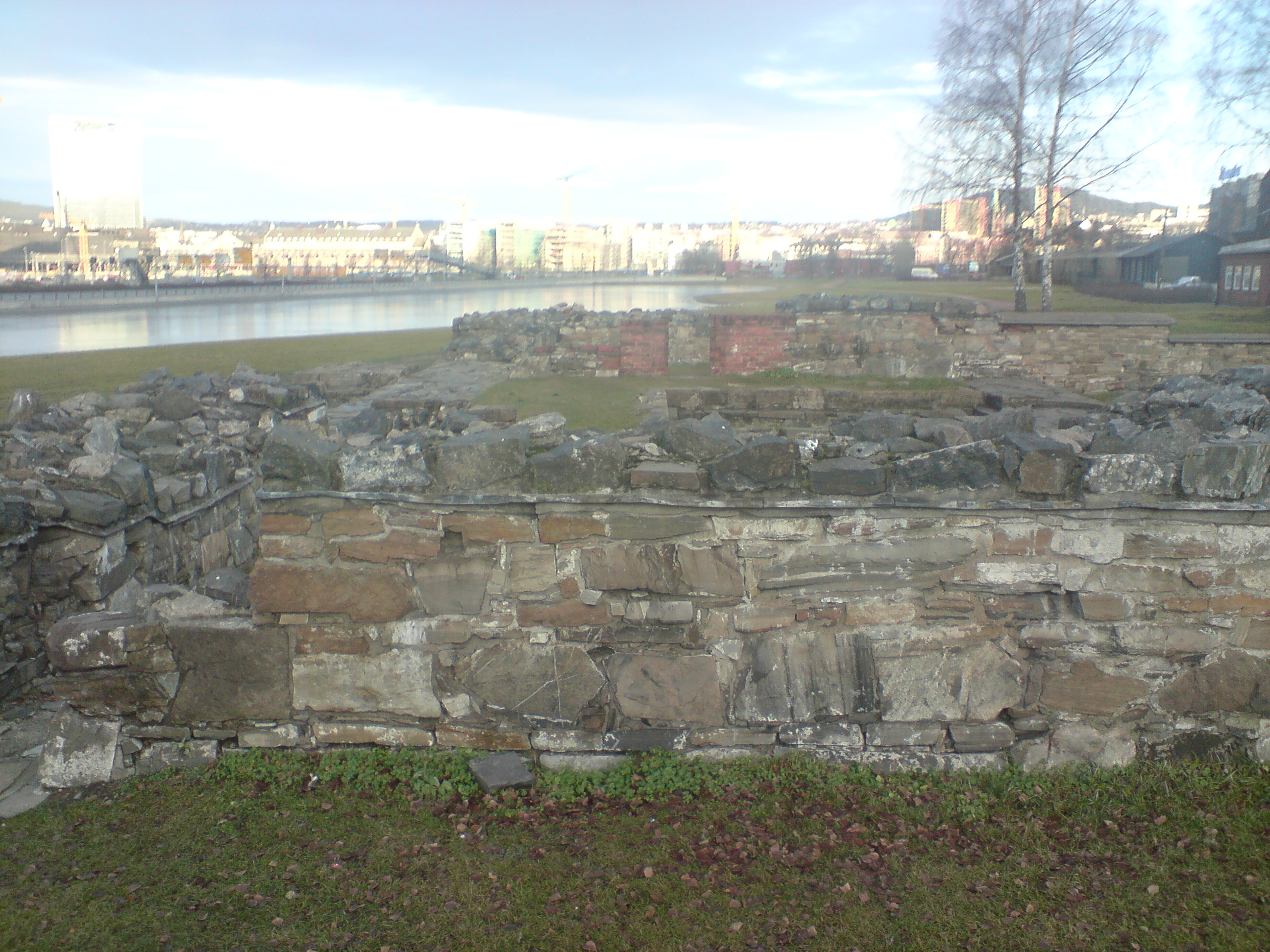
Ruïnes de l'església de Santa Maria a Oslo, considerada el lloc d'enterrament de rei Håkon

Prop dels seus darrers dies finals, Håkon estava exhaust per la guerra pràcticament constant i el conflicte amb el seu cosí, Albert de Mecklenburg. S'ha especulat que això, a més de les considerables dificultats financeres del regnat de Håkon, podria haver contribuït a la seva mort prematura. Håkon mai abandonà la seva reclamació sobre els territoris suecs perduts, i el març 1380 envià cartes per tal de preparar la guerra contra els alemanys a Suècia. Les cartes demanaven reunir la flota leidang posada a punt per a la partida. Aparentment els alemanys havien trencat el tractat de pau anterior i conspirat per a iniciar una guerra contra Håkon. Tanmateix, no hi ha cap registre que avali aquesta guerra o les batalles lliurades durant aquest període.En algun moment a finals de l'estiu o inicis de la tardor Håkon va morir a Oslo, abans d'arribar a la quarantena. Va ser enterrat en l'església de Santa Maria a Oslo. El seu fill el succeí com a Rei de Noruega amb la Reina Margarida com a seu regent.